# Paul Mandelsztam

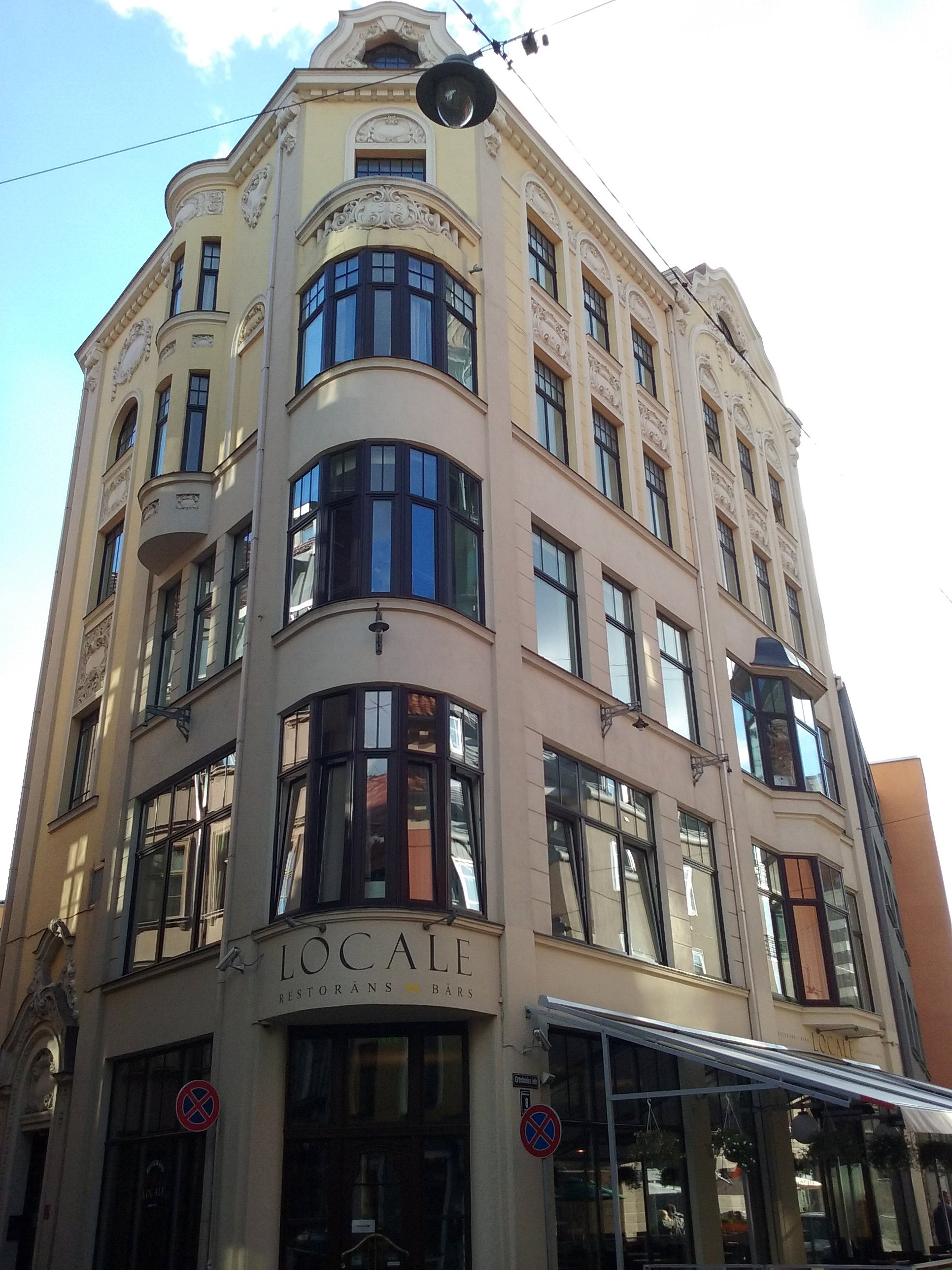
Jeden z budynków Mandelsztama w Rydze

Paul Mandelsztam, ros. Пауль Мандельштам, łot. Pauls Mandelštams (ur. 6 września 1872 w Żagarach, zm. w sierpniu 1941 w Rydze) – architekt, autor projektów licznych budynków w Rydze. 
Uczył się w niemieckim gimnazjum w Rydze. W latach 1891–92 studiował na wydziale mechaniki, a do 1898 architektury Instytutu Politechnicznego w Rydze. Na początku XX wieku pracował nad budową zajezdni tramwajowej w Rydze przy ul. Friedricha 2 oraz konstrukcją miejskich wodociągów. 
Zaprojektował liczne budynki w stylu modernizmu na terenie Rygi - głównie przy ulicach Skolas, Elizabetes, Ganu, Kaleju, Dzirnavu, Marstalu i pl. Katedralnym, także przy ul. Alberta. W 1901 według jego projektu powstała synagoga miejska, a pięć lat później żydowska szkoła zawodowa przy ul. Abrene 2.
W czasie I wojny światowej przebywał w Moskwie, gdzie obok pracy w zawodzie wziął udział w dyskusjach lokalnej społeczności na temat przesiedlenia do Palestyny. Po rewolucji październikowej powrócił na Łotwę, gdzie udzielał się w licznych organizacjach społecznych oraz żydowskiej społeczności miasta. 
Zginął tragicznie w początkach okupacji niemieckiej Rygi.